# Philippine Scouts
Die Philippine Scouts (dt. Philippinische Späher oder Philippinische Aufklärer) waren eine US-Kolonialtruppe aus Einheimischen, die nach der Eroberung der Philippinen 1898/99 – zusätzlich zu den dort stationierten sechs Regimentern der US-Armee – aufgestellt wurde.

## Geschichte

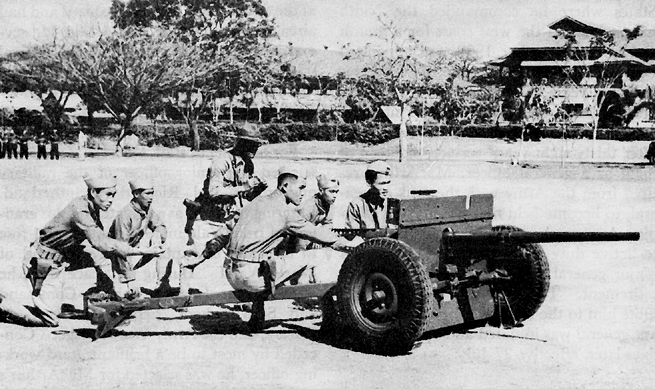
Philippine Scouts üben an einer 37-mm-PAK (Ft. McKinley,?1941)

### Gründung
Die Philippine Scouts wurden bald nach Abschluss der US-amerikanischen Eroberung der Philippinen im Spanisch-Amerikanischen Krieg aufgestellt. Die Notwendigkeit eine kolonialen Hilfstruppe (military auxiliaries) ergab sich nicht nur aus Kostengründen, sondern auch aufgrund hoher amerikanischer Verluste durch Tropenkrankheiten. Von den während der Eroberung verstorbenen 4.165 Amerikanern erlagen etwa drei Viertel Krankheiten (S 171-3).
Auf Vorschlag von Matthew Batson wurden im September 1899 erstmals Filipinos angeworben. Die Einheit nannte sich Macabebe Scouts, nach ihrer Herkunftsregion. Sie bewährten sich bei der Niederschlagung der Rebellion (Philippinisch-Amerikanischer Krieg) der republikanischen Regierung um den Präsidenten Emilio Aguinaldo.
1913–1915 kamen sie zum Einsatz gegen Moro Datus im südlichen Mindanao.

### Meuterei 1924
Filipinos erhielten ursprünglich etwa den halben Sold eines Amerikaners. Der Sold war hoch genug, dass auch einfache Soldaten eine Familie ernähren konnten. Bis 1921 war der Sold eines einfachen amerikanischen Soldaten auf $ 21 im Monat erhöht worden. Filipinos erhielten nur $ 8, da in 20 Jahren nur eine Erhöhung von 40 ¢ stattgefunden hatte.
Am 6. Juli 1924 wurden 26 „Verschwörer“, darunter vier Informanten, im Stützpunkt Ft. McKinley verhaftet. Am nächsten Morgen traten zwei Infanterie-Bataillone des 57. Infanterie-Regiments in „Streik“, indem sie sich weigerten anzutreten, um gegen die niedrigere Bezahlung zu protestieren. Der Kommandeur blieb ruhig und erläuterte in Einzelgesprächen den Meuterern die Folgen ihrer Tat. Von 380 Soldaten blieben 104 obstinat. Die Angehörigen der H-Kompanie wurden von Captain N. P. Williams und seinem Spieß Victoriano Hopinaldo von der Aufnahme des Dienstes „überzeugt“, als die beiden einen Knüppel bzw. eine Machete schwingend in die Quartiere stürmten. Am nächsten Tag erschienen zunächst 202 Angehörige des 12th Medical Regiment nicht zum Dienst, den 117 Mann jedoch dann doch wieder aufnahmen.
Vom 29. Juli bis 21. August wurde in einer Massenverhandlung vor einem vom Kommandanten – Brigadegeneral Douglas MacArthur – einberufenen Kriegsgericht gegen 225 Soldaten wegen Meuterei bezw. Befehlsverweigerung verhandelt. Die meisten wurden unehrenhaft entlassen, es gab einzelne Zuchthausstrafen bis fünf Jahren mit Zwangsarbeit. Alle Verurteilten waren einfache Soldaten oder Korporale, zwei Sergeanten waren zwar verhaftet, aber nicht angeklagt worden. Es gab nur sechs Freisprüche.
Als Rädelsführer wurde gegen 15 Angeklagte verhandelt. Als Anführer der Meuterei erhielt Tomas Riveral 20 Jahre, Gregorio Magalit zehn Jahre. Er wurde 1932 entlassen. Drei Weitere erhielten 10–15 Jahre. Der Judge Advocate General in Washington hielt die Urteile für zu streng und schlug vor, die meisten wieder in die Scouts aufzunehmen. Die Offiziere vor Ort lehnten dies ab, jedoch wurden die fünfjährigen Haftstrafen in 2½-jährigen Dienst in einer Strafeinheit gemildert.

### 1924–1942

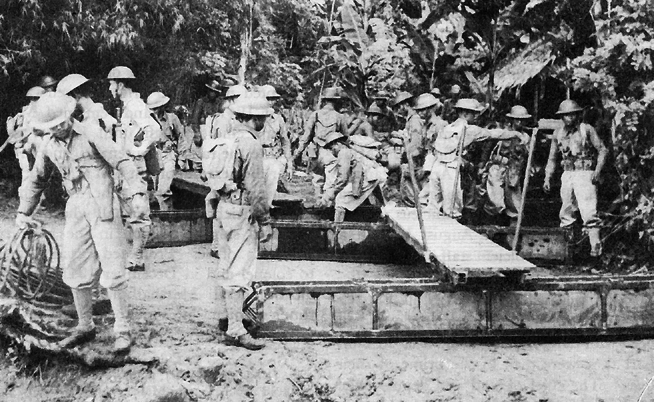
Aufbau einer Pontoon-Brücke (1942)

Der Dienst kehrte zum normalen Betrieb zurück. Der Sold wurde 1929 um 1 $ erhöht, obwohl das Bureau of Insular Affairs der Ansicht war, die Soldaten seien schon überbezahlt. In den späten 1930er Jahren kam es zu einem Kampfeinsatz in Jolo, Palawan, als die örtliche Polizei mit Banditen überfordert war.
Der Supreme Court entschied 1934, dass an nach 30-jähriger Dienstzeit ausgeschiedenen Scouts Pensionen zu zahlen waren. 1941 wurde dazu eine gesetzliche Regelung beraten.
Nach der Schaffung des Commonwealth der Philippinen mit einem hohen Grad der Selbstverwaltung 1935, war es das erklärte Ziel der Regierung eine eigene Armee aufzubauen, die bis 1942 100.000 schlecht trainierte Soldaten umfasste. Viele Scouts fürchteten um ihren privilegierten Status. Angesichts der japanischen Bedrohung wurde Anfang 1941 begonnen, auch ihre Truppenstärke zu verdoppeln.
Die gebildeten beiden Philippine Divisions, zusammen 12.000 Mann, wurden während der Invasion, die die japanischen Besatzungszeit einleitete vollkommen zerschlagen. Sie sicherten in der Schlacht von Bataan den Rückzug der Amerikaner, wobei sie in der Battle of the Points und im Bereich Abucay-Cabcaben, den japanischen Vormarsch verzögerten. Insgesamt wurden an die Angehörigen für Tapferkeit 9 Distinguished Service Crosses, 74 Silver Stars und über 2.000 Bronze Stars verliehen. Sergeant Jose Calugas war der einzige Filipino, der je die Medal of Honor verliehen bekam.

## Organisation und Ausrüstung
Nach 1901 durften bis zu 12.000 Mann, nun als „Scouts“ bezeichnet, rekrutiert werden. Tatsächlich betrug die Stärke bis zum Ersten Weltkrieg nur etwa 5000. Die Praxis der Rekrutierung entlang ethnischer Linien wurde nach 1911 aufgegeben.
Die Scouts galten bis 1934 nicht als Angehörige der regulären US-Armee. Amerikanische Berufssoldaten, die während ihrer, üblicherweise zweijährigen, Dienstzeit auf den Philippinen auf Kompanieebene kommandierten, erhielten häufig einen vorübergehenden (temporary) höheren Rang. Scouts konnten ab 1908 bis zum Rang eines Captain befördert werden. Kommandoposten auf Ebene der 13 Bataillone und höher waren Berufsoffizieren der regulären Armee vorbehalten.
Ab Oktober 1920 wurde aus den bisher unabhängigen Regimentern eine reine Scouts-Division (1st Philippine Infantry (Provisional)) aus etwa 10.000 Mann gebildet, die als mobile Einheit im Inland eingesetzt wurde, während reguläre amerikanische Truppen hauptsächlich die Küstenartillerie bemannten. Nach 1922 wurde die Truppenstärke auf 7.000 verringert.
Organisiert wurden sie als 45th Infantry (PS), 1st Philippine Artillery, ein Sanitätsregiment, 24th Philippine Field Artillery, und das neue 26th Cavalry Regiment. Die beiden letzteren waren in Camp Stotsenburg stationiert, etwa 100 km nördlich Manilas. Ab 1923 durften Filipinos auch in Forts der Küstenverteidigung (91st und 92nd Coast Artillery Regiment (PS)) eingesetzt werden. Vom Dienst in der Luftwaffe blieben sie ausgeschlossen. Die Einheit wurde bei Kriegsausbruch den United States Army Forces, Far East (USAFFE) unterstellt.
Auf den Stützpunkten lebten die Familien der Scouts in eigenen barrios. Die Truppen galten als ordentlich, motiviert und diszipliniert, wurden aber trotzdem herablassend behandelt. Geschlechtskrankheiten und Alkoholismus waren deutlich seltener als bei den Amerikanern, das Verhältnis zu den Offizieren war allgemein gut; dies obwohl es oft auf beiden Seiten an Sprachkenntnissen mangelte.
1946 wurde nochmals eine Scouts-Einheit aufgestellt, die zum Besatzungsdienst in Japan ausgebildet werden sollte, diese wurde jedoch nach der vollen Unabhängigkeit demobilisiert.
Parallel bestand als bewaffnete Polizeitruppe die Philippine Constabulary und im Ersten Weltkrieg eine Philippine National Guard.